# Свято-Владимирская церковь (Чижевщина)
Свято-Владимирская церковь (бел. Свята-Уладзімірская царква) — православный храм в деревне Чижевщина (Жабинковский район). Памятник русско-византийской архитектуры.

## История
Построен из кирпича в 1894 году, на южной окраине деревни, на месте бывшего монастыря XVI века, который сгорел в 1882 году. Построена из кирпича и бутового камня как храм-памятник в честь победы русского войска под командованием А. В. Суворова 6 сентября 1794 года над армией генерала Сераковского на Крупчицких полях. Проект храма на 375 человек разработанный в 1884 г. младшим инженером А. И. Ремером, смета составлен младшим архитектором П. И. Золотарёвым. По некоторым данным автором проекта является архитектор А. В. Кенель (1844 г.) или М. В. Романов.

## Архитектура
Крестово-купольный храм с пятиугольной апсидой и трехъярусной колокольней. Алтарь соединен с алтарем и дьякоником узкими проходами. Колокольня и световой барабан основного объема выполнены в едином объемно-пластическом решении, которое в поперечном сечении представляет собой восьмигранник и завершается куполами с небольшими луковичными головками. По внешнему виду церковь напоминает памятники каменного северного зодчества XVII—XVIII вв.

## Интерьер
В интерьере храма господствует подкупольное пространство светового барабана, что держится на 4 мощных устоям, парусах и подпружных арках.